# Čestmír Hofhanzl
Čestmír Hofhanzl (9. října 1941 Borovany – 5. ledna 2020 Třeštice) byl český politik a biolog, postupně v letech 1990 až 1998 poslanec České národní rady a Poslanecké sněmovny PČR za Občanské fórum a ODA. Po odchodu z ODA byl členem Strany konzervativní smlouvy a Konzervativní strany.

## Život
Měl tři sourozence, Hanu (* 1936), Jana (* 1939) a Helenu (* 1944). Jeho otec byl v padesátých letech internován v pracovním táboře, protože odmítl vstoupit do družstva. Po maturitě (střední zemědělská škola v Táboře) nebyl třikrát z kádrových důvodů přijat na vysokou školu, ale po základní vojenské službě byl z důvodu nedostatku studentů přijat na novou Vysokou školu zemědělskou v Českých Budějovicích. Po roce přestoupil na Univerzitu Karlovu, kde vystudoval biologii, kterou absolvoval roku 1971. 
Pracoval převážně ve zdravotnictví. S manželkou lékařkou žil postupně ve Štóle pod Vyšnými Hágy na Slovensku, poté v Jablunkově, Zlíně a těsně před Sametovou revolucí na Vysočině (v letech 1983–1990 jako zaměstnanec biochemické laboratoře v jihlavské nemocnici), kde v Telči a v Jihlavě zakládal Občanské fórum. V prosinci 1989 se stal prvním mimopražským členem Občanské demokratické aliance.
Ve volbách v roce 1990 byl zvolen za Občanské fórum, respektive za ODA, do České národní rady. Působil ve výboru pro životní prostředí. Opětovně byl zvolen do ČNR ve volbách v roce 1992, nyní za ODA (volební obvod Jihomoravský kraj). Zasedal v zemědělském výboru. V roce 1992 se zmiňuje jako člen politického grémia ODA. V ČNR se zaměřoval na zemědělskou tematiku, kritizoval proces transformace lesnictví. Profiloval se jako antikomunista a v roce 1993 v průběhu projednávání zákona o protiprávnosti komunistického režimu neúspěšně navrhoval zákaz činnosti KSČM.
Od vzniku samostatné České republiky v lednu 1993 byla ČNR transformována na Poslaneckou sněmovnu Parlamentu České republiky. V ní obhájil mandát ve volbách v roce 1996. Kromě zemědělského výboru zasedal v období let 1996–1997 i ve výboru pro veřejnou správu, regionální rozvoj a životní prostředí.
Od dubna roku 1997 byl členem Pravé frakce ODA, která v době rostoucího pnutí uvnitř ODA prosazovala zachování konzervativních postulátů, s nimiž Občanská demokratická aliance vznikala. Po definitivním rozkolu v prosinci 1997 vystoupil z ODA Společně s Ivanem Maškem v lednu 1998 nevyslovil důvěru vládě Josefa Tošovského, kterou podporovala kromě ODA také ČSSD, Unie svobody a KDU-ČSL. V březnu 1998 spoluzakládal Stranu konzervativní smlouvy (kromě něj se v ní angažoval například Ivan Mašek, Daniel Korte nebo Roman Joch). V roce 1998 napsal vzpomínkovou knihu, v níž mj. uvedl, že za rozpad ODA může Josef Zieleniec; je autorem celé řady dalších memoárových a polemických knih.
Za Stranu konzervativní smlouvy kandidoval v senátních volbách roku 2000 neúspěšně za senátní obvod č. 59 - Brno-město. Získal ale jen 1 % hlasů a nepostoupil do 2. kola. Strana konzervativní smlouvy se roku 2001 sloučila s Konzervativní stranou, v níž Hofhanzl působil jako zástupce jejího smírčího soudu. Působil také ve správě Národního parku Šumava, kde se nechtěl podílet na jeho nové koncepci a proto odešel do předčasného důchodu. Žil ve vlastnoručně zrekonstruovaném mlýně mezi Telčí a Třeští.
V krajských volbách roku 2008 kandidoval jako člen KONS za formaci Konzervativní koalice (sdružení několika pravicových stran včetně Konzervativní strany) do zastupitelstva kraje Vysočina. Mandát v krajské samosprávě ale nezískal.
Zemřel dne 5. ledna 2020 ve věku 78 let v obci Třeštice.